# 虎子、あんまり壊しちゃだめだよ
『虎子、あんまり壊しちゃだめだよ』（とらこあんまりこわしちゃだめだよ）は、ぬじまによる日本の漫画作品。『ヤングアニマル嵐』（白泉社）にて、2016年12号から2018年7号まで連載された。コミックスはヤングアニマルコミックスから、全2巻、全20話（ただし第2巻では第20話の後に追加の描きおろしの回が存在）。
各話において、話数が「第〇壊」と表記されている。『ヤングアニマル嵐』が休刊した2018年7号で、他誌に移籍せず最終回を迎えた。

## あらすじ
不良の集まる高校・私立大葵学園に転校してきた虎沢愛子は、うっかり物を破壊してしまうような怪力の持ち主で、弱気であり友達が作れずに悩んでいた。高校で出会った不良女子高生グループの鷹野たちに目をつけられてしまうが、虎沢愛子は馴染むことができるだろうか。

## 登場人物

### 1年E組
虎沢 愛子（とらさわ あいこ）
女子高生。巨乳で背が高く、筋肉質で体が非常に硬い。怪我の治りも早い。猛烈な怪力の持ち主で、うっかり服を破いたり、ドアを破壊してしまうことがあるほか、熊相手に勝つこともあったり、全力を出せばビルも一瞬で崩してしまう。怪力で無意識に物を壊したり人を傷つけてしまうため物事がうまくいかず、内気で、友達が作れず悩んでいる。「虎沢」や「愛子」と呼ばれるほか、ローターに「虎子」と名付けられ、虎子と呼ばれることがある。
鷹野 恵美（たかの）
不良女子高生グループのリーダーで、格闘技の心得がある女子高生。長髪。何らかの騒動の結果、胸などを露出することがあり、このことが次第に作中でも有名になっていく。基本的にローター、エンマ、スズメと4人で行動しており、4人は「飼育部」という部活動の部員でもあり、鷹野は13代目の部長を務めている。家は貧乏で、11人きょうだいで、姉として弟や妹の世話をしている。
兎洞 萌（うどう めぐむ） / ローター
常に笑顔で、サイドアップの髪型の女子高生。鷹野に性玩具のバイブレーター（ローター）を仕込まれており、遠隔で操作されて遊ばれることがある。そのため普段は「ローター」と呼ばれている。愛子を「虎子」と呼び始める。
猿間（えんま） / エンマ
ギザギザの歯を持ち、ツーブロックの髪型の女子高生。胸はあまり豊満ではない。言葉遣いが荒く威勢がいいが、スズメによると「見かけの割にケンカよわよわ」。
雀森 ことね（すずめもり ことね） / スズメ
背が低く幼児体形の女子高生。髪は非常に長く、アホ毛が１つ立っている。威勢はいいが力はとても弱い。語尾に「じゃ」をつける古びた口調で話す。親が神主であり除霊の力を持つらしい。
郷里先生（ごうり） / ゴリセン
教師で、飼育部の顧問も務めている。教室内でもサングラスをかけており、非常に口調が荒く、生徒を「馬鹿ども」と呼ぶ。

### その他
熊川（くまかわ）
学園の卒業生の男。鷹野が憧れている格闘家。
虎沢 眞白（とらさわ ましろ）
愛子の兄。とても小柄で童顔。怪力の愛子と関わるうちに高い護身の能力を身につけた。
大神（おおがみ）
飼育部の元部長（12代目部長）の女性。怖い見た目をしており、斫り屋（人力での解体工事を行う仕事）で働いている。

## 書誌情報
- ぬじま『虎子、あんまり壊しちゃだめだよ』白泉社〈ヤングアニマルコミックス〉、全2巻
  1. 2017年11月29日発売[1][4]、ISBN 978-4-592-16221-6
  2. 2018年8月29日発売[10]、ISBN 978-4-592-16222-3